# Sliač
Sliač é uma cidade da Eslováquia, situada no distrito de Zvolen, na região de Banská Bystrica. Tem 39,83 km² de área e sua população em 2018 foi estimada em 4986 habitantes.

## Demografia
| Ano:        | 1994 | 2004   | 2014   | 2024   |
| ----------- | ---- | ------ | ------ | ------ |
| Broj ljudi: | 4982 | 4853   | 5015   | 4788   |
| Razlika:    |      | -2,58% | +3,33% | -4,52% |

| Ano:               | 2023 | 2024   |
| ------------------ | ---- | ------ |
| Número de pessoas: | 4761 | 4788   |
| Diferença:         |      | +0,56% |